# Guancha arabica
Guancha arabica är en svampdjursart som beskrevs av Miklucho-Maclay in Haeckel 1872. Guancha arabica ingår i släktet Guancha och familjen Clathrinidae. Inga underarter finns listade i Catalogue of Life.